# I Would Die 4 U
I Would Die 4 U ist ein 1984 veröffentlichter Song des US-amerikanischen Musikers Prince, den er geschrieben, komponiert, arrangiert und produziert hat. Das Stück wurde am 26. November 1984 als vierte Single seines Albums Purple Rain ausgekoppelt. Prince nahm I Would Die 4 U mit seiner damaligen Begleitband The Revolution auf. Zudem ist der Song im Prince-Film Purple Rain zu hören.

## Geschichte
Dieser Song verbindet die Musikrichtungen Funk, Rock und Synthie-Pop, und wurde am 26. November 1984 (in den USA am 28. November 1984) als Single veröffentlicht. Genauso wie der internationale Hit Purple Rain schaffte dieser Hit es auch in die Top Ten der Charts der Vereinigten Staaten.
Zudem existiert auch eine Extended-Version, die man als B-Seite von Erotic City einsetzte. Bei dem Plattencover orientierte man sich an dem Plattencover von I Would Die 4 U. An der Extended-Version wirkten neben The Revolution auch einige Musiker, die Sheila E. begleiteten, so Eddie M. (Saxophon), Miko Weaver (Gitarre). Auf B-Seite des Liedes befindet sich das Stück Another Lonely Christmas, das von einem Tod am Weihnachten handelt.
Neben Platz 8 in den Billboard Single Charts erreichte der Song in den US Dance Charts Platz 50 und in den R&B-Charts Platz 11.
I Would Die 4 U ist auch auf den Prince-Kompilationen His Majesty’s Pop Life/The Purple Mix Club (1985), The Hits/The B-Sides (1993), The Very Best of Prince (2001), Ultimate (2006) und 4Ever (2016) zu finden. Zudem ist der Song auf dem Album Purple Rain Deluxe (2017) vorhanden.
Die Maxiversion I Would Die 4 U (Extended Version) unterscheidet sich deutlich von der Album- und Singleversion und spielte Prince mit The Revolution sowie Sheila E. am 25. Oktober 1984 in der Arena Minneapolis Auditorium in Minneapolis live ein. Am 7. Dezember überarbeitete Prince die zuvor eingespielte Version, die dann 19. Dezember 1984 in den USA herausgebracht wurde. Dabei spielt Eddie Minnifield Saxophon,  Miko Weaver ist Rhythmusgitarrist, Sid Page spielt Violine und Susie Davis Keyboard.

## Coverversionen (Auswahl)
Verschiedene Interpreten nahmen Coverversionen von I Would Die 4 U auf, wie beispielsweise:
- 1992: Exposé
- 2001: Missing Persons
- 2002: Space Cowboy
- 2009: Mariachi El Bronx
- 2013: Chvrches
- 2013: White Lies
- 2016: El Perro del Mar
- 2017: Chris Brokaw